# Кузьмин, Николай Васильевич (художник)
Николай Васильевич Кузьмин (7 [19] декабря 1890, Сердобск, Саратовская губерния — 1 января 1987, Москва) — русский советский график, иллюстратор произведений русской и зарубежной классической литературы. Член общества «Тринадцать». Член-корреспондент Академии художеств СССР (с 1967), Народный художник РСФСР (1972).

## Биография
Родился 7 (19) декабря 1890 года в Сердобске (ныне — Пензенской области). Родители, выходцы из Кирсановского уезда Тамбовской губернии, были портные, до переезда в Сердобск державшие ателье в городе Кирсанов.
В 1909 году самоучка из провинции послал свои рисунки в журнал московских символистов «Весы». Рисунки понравились В. Я. Брюсову и их напечатали.
В 1910 году, окончив реальное училище, Кузьмин поехал в Санкт-Петербург. По желанию родителей поступил в Политехнический институт (ЦГИА СПб, ф. 478, оп. 3, д. 3524), но это обучение показалось ему скучным. Много времени он проводил в библиотеке Академии художеств, а затем стал посещать классы Общества поощрения художеств и лекции Института истории искусств. Далее Кузьмин учился у И. Я. Билибина в Рисовальной школе при ОПХ (1912—1914), у П. А. Шиллинговского в петроградском Вхутеине (1922—1924).
В 1914—1922 годах Кузьмин принимал участие в Первой мировой войне и Гражданской войне в России, воевав в частях Красной Армии.
В конце 1920-х годов в Москве образовалась группа молодых художников — группа «13». Кузьмин стал одним из её организаторов. «Рисовать без поправок, без ретуши. Чтоб в работе рисовальщика, как и в работе акробата, чувствовался темп!» — пояснял свою позицию художник.
В зрелом возрасте Кузьмин иллюстрировал русскую и западную классику («Актриса» Э. де Гонкура, 1933; «Театр» А. де Мюссе, 1934, и др.) и книги современных авторов, особенно охотно книги о жизни писателей — А С. Пушкина, М. Ю. Лермонтова, Л. Н. Толстого. Член МОССХа с 1938 года.
В 1950-х годах его рисунки были посвящены рассказу Н. С. Лескова о тульском Левше, затем были «Записки сумасшедшего» Н. В. Гоголя (1958), «Козьма Прутков» (1965), «Граф Нулин» (1957), эпиграммы А. С. Пушкина (1979) и многое другое.

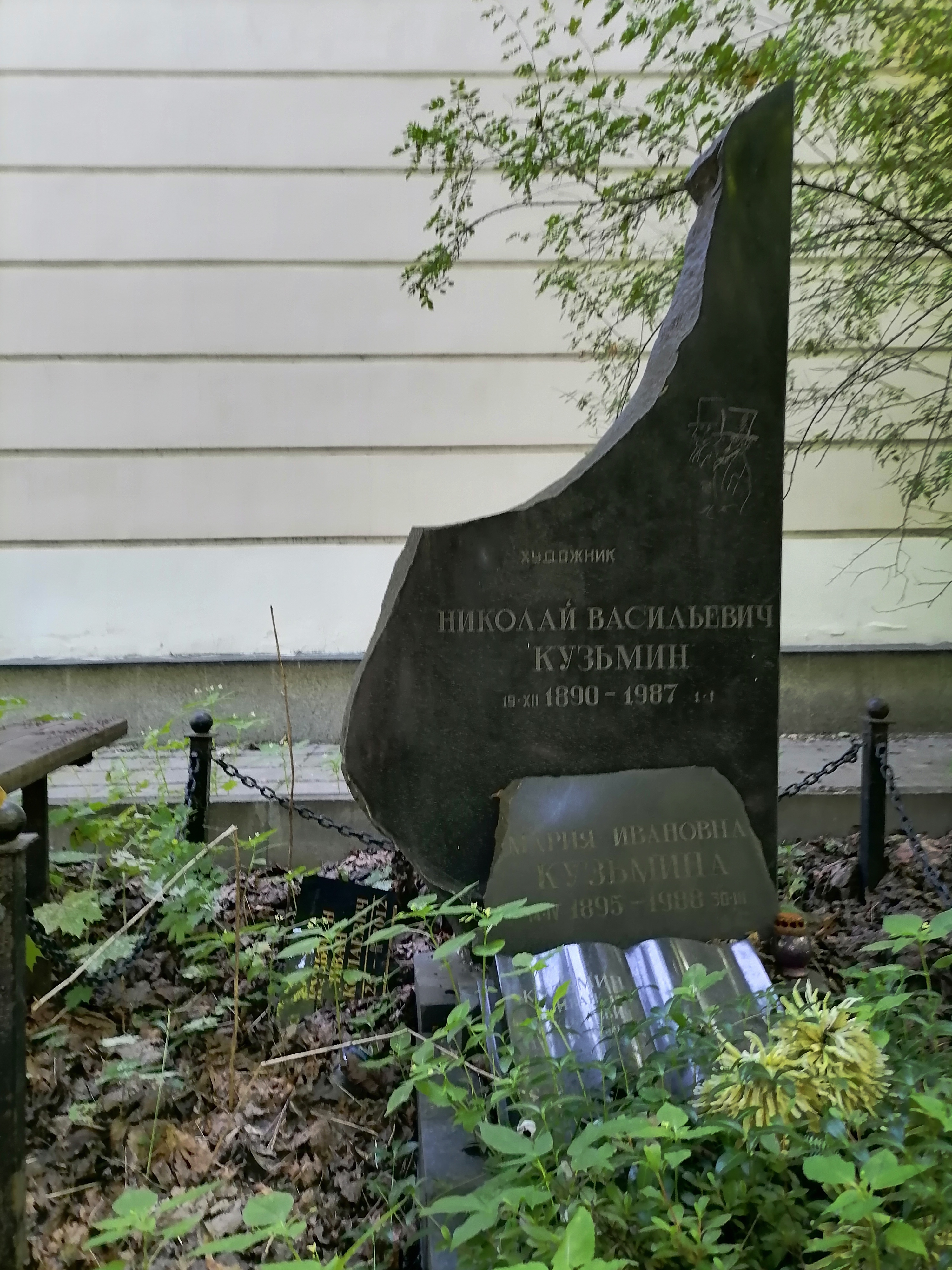
Могила на Ваганьковском кладбище

Скончался 1 января[уточнить] 1987 года в Москве; похоронен на Ваганьковском кладбище (1 уч.).
Н. В. Кузьмин — автор книг «Круг царя Соломона» (1964), «Давно и недавно» (1982), «Художник и книга» (1985) и других. В архиве Н. В. Кузьмина, хранящемся в РГАЛИ, остались и неопубликованные рукописи.

## Выставки
2013
«Известный и неизвестный», галерея открытый клуб, Москва

## Личная жизнь
- 1924—1940 первая жена — начинающая художница Мария Ивановна Кузьмина (Петрова)
- 1942 — вторая жена — художница Татьяна Маврина (1900—1996).
- Дети от первого брака:
Иван Николаевич Кузьмин (1925—2012) — политолог, профессор, доктор политических наук.
Михаил Николаевич Кузьмин (1931—2023) — историк образования и культуры, кандидат исторических наук.

## Награды
- Большая серебряная медаль годовой выставки в Школе ОПХ (1914)
- С 1916 по 1917 год четыре раза награждался орденами за храбрость — дважды «Анной» 4-й степени — с надписью «За храбрость», «Станиславом» и «Анной» 3-й степени оба с мечами и бантом.
- Гран при и Большая Золотая медаль  Всемирной выставки в Париже (1937)[5] за иллюстрации к «Евгению Онегину».
- Заслуженный деятель искусств РСФСР (1966).
- Член-корреспондент Академии художеств СССР (1967).
- Народный художник РСФСР (1972).

## Память
- Особое место в собрании Картинной галереи имени К. А. Савицкого в Пензе занимают произведения художников, чья жизнь и творчество связаны с пензенским краем. Так, Н. В. Кузьмин представлен здесь иллюстрациями к произведениям Пушкина, Салтыкова-Щедрина, Лескова и других классиков русской литературы.
- «Самый литературный из всех наших графиков» — сказал о нём Корней Чуковский[6].